# Samuele Longo
Samuele Longo (ur. 12 stycznia 1992 w Valdobbiadene) – włoski piłkarz grający na pozycji napastnika. Zawodnik klubu SD Huesca, do którego jest wypożyczony z Interu Mediolan.
W Interze Mediolan zadebiutował 13 maja 2012 roku w meczu Serie A z Lazio. W 2012 roku został wypożyczony na cały sezon do katalońskiego RCD Espanyol. W debiucie zdobył bramkę.